# 더 원 아이 러브
《더 원 아이 러브》(영어: The One I Love)는 2014년 공개된 미국의 로맨틱 코미디 영화이다.

## 출연

### 주연
- 마크 듀플라스
- 엘리자베스 모스
- 테드 댄슨

### 조연
- 메리 스틴버겐
- 찰리 맥도웰
- 멜 에슬린
- 제레미 맥키
- 마리 매트린